# Andrei Pippidi

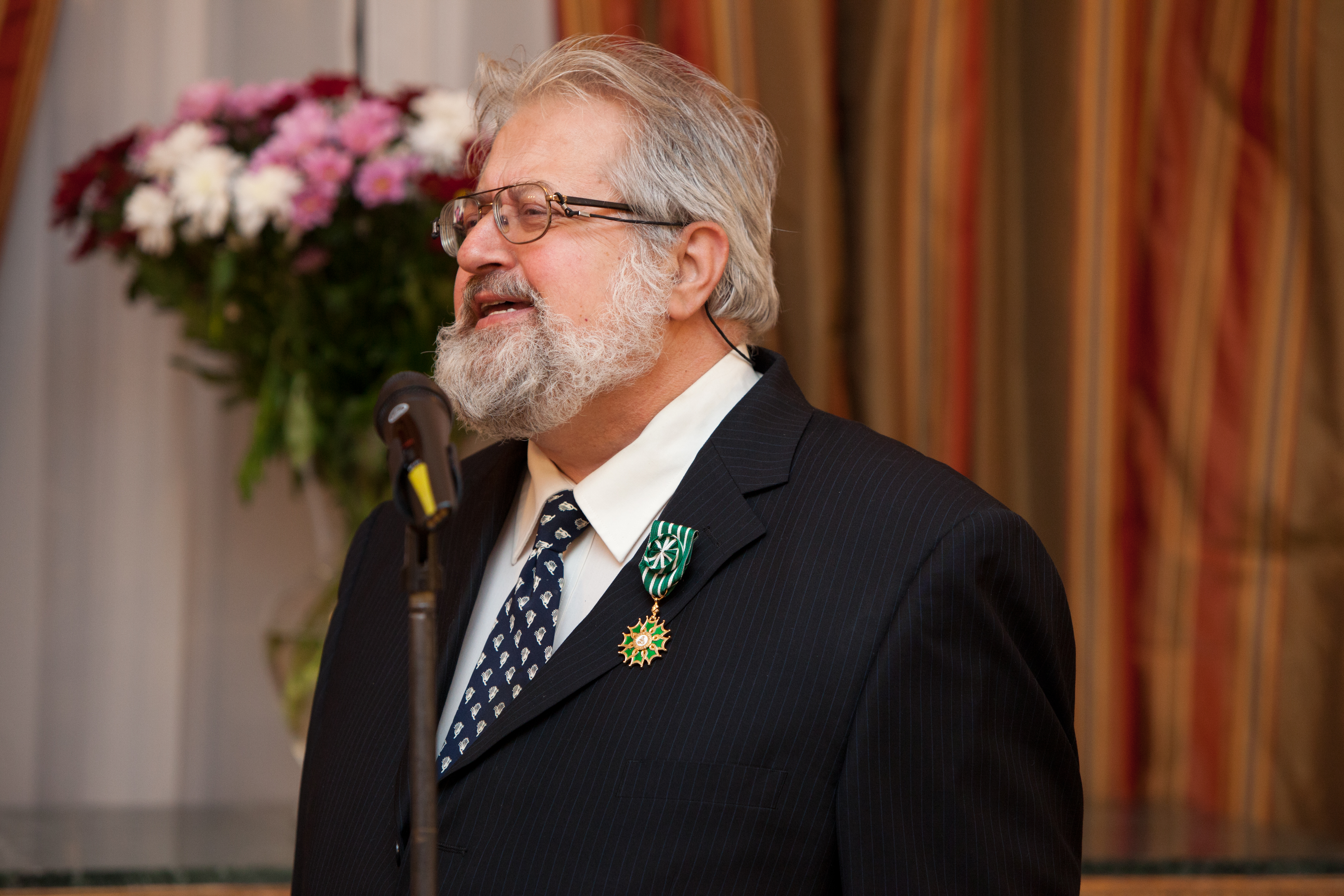
Andrei Pippidi bei der Verleihung des Ordre des Arts et des Lettres 2012

Andrei-Nicolae Pippidi (geboren am 12. März 1948 in Bukarest) ist ein rumänischer Historiker und emeritierter Professor an der Universität Bukarest, spezialisiert auf die südosteuropäische Geschichte des 15.–19. Jahrhunderts, auf die rumänische Geschichte des Mittelalters und der Frühen Neuzeit, sowie die Beziehungen zwischen Südosteuropa und dem Okzident.
Nach dem Studium der Geschichte an der Universität Bukarest und Forschungsaufenthalten am CNRS in Paris (1974 und 1978, mit Pierre Chaunu und Jacques Le Goff) und am Wolfson College in Oxford (1981–82, mit Hugh Trevor-Roper) wurde er 1981 an der Universität Klausenburg sowie 1986 an der Universität Oxford promoviert. Seit 1970 war er am Institut für Südosteuropastudien tätig, seit 1990 zudem an der Universität Bukarest, wo er 1995 Professor für die Geschichte des europäischen Mittelalters wurde. Gastprofessuren hatte er am Collegium Budapest (1995), an der Universität Amsterdam (1996) sowie an der Central European University in Budapest (1999) inne. Er wurde Mitglied zahlreicher Gremien und Kommissionen in Rumänien und im europäischen Ausland und empfing 2012 das Ritterkreuz des französischen Ordre des Arts et des Lettres. 2016 wurde er in Bukarest emeritiert.
Neben seiner mediävistischen Tätigkeit war Pippidi 1990 Gründungsmitglied der Bürgerrechtsorganisation Grupul pentru Dialog Social. Er war ferner Mitglied der internationalen Historikerkommission, die 2004 den Elie-Wiesel-Report zur rumänischen Beteiligung am Holocaust erarbeitete, sowie der Präsidialkommission zur Analyse der kommunistischen Diktatur in Rumänien unter Vladimir Tismăneanu. Mit einer Kolumne und einem zweibändigen populärwissenschaftlichen Werk setzte er sich zudem für den Erhalt der Baudenkmäler Bukarests ein.
Pippidi ist Sohn des Althistorikers Dionisie Pippidi und seiner Frau Liliana. Sein Großvater mütterlicherseits ist der 1940 von den faschistischen Legionären ermordete Historiker, Schriftsteller und nationalkonservative Politiker Nicolae Iorga, dessen Werke er herausgibt und der das Institut für Südosteuropa-Studien gründete, an dem er tätig ist. Verheiratet ist Andrei Pippidi mit der Politikwissenschaftlerin Alina Mungiu-Pippidi.

## Schriften (Auswahl)

### In westlichen Sprachen
- Hommes et idées du Sud Est européen à l'aube de l'âge moderne. Editura Academiei/Ed. du C.N.R.S., Bukarest / Paris 1980.
- Byzantins, Ottomans, Roumains. Le Sud-Est européen entre l’héritage impérial et les influences occidentales. Honoré Champion, Paris 2006, ISBN 2-7453-1293-6.
- Visions of the Ottoman World in Renaissance Europe. Hurst, London 2012, ISBN 978-1-84904-199-7.

### Auf Rumänisch
- Contribuții la studiul legilor războiului în evul mediu. Editura militară, Bukarest 1974.
- Tradiția politică bizantină în țările române în secolele XVI-XVIII. Editura Academiei Republicii Socialiste România, Bukarest 1983. (2., durchges. u. erg. Auflg. Ed. Corint, Bukarest 2001)
- Mihai Viteazul în arta epocii sale. Editura Dacia, Klausenburg 1987.
- România regilor. Editura Litera, Bukarest 1994, ISBN 973-43-0162-4.
- Rezerva de speranță. Editura Staff, Bukarest 1995, ISBN 973-96111-5-1.
- Despre statui și morminte. Pentru o teorie a istoriei simbolice. Editura Polirom, Iași 2000, ISBN 973-683-469-7.
- București. Istorie și urbanism, Colecția București care au fost. Editura Do-MinoR, Iași 2002, ISBN 973-85901-8-3.
- Case și oameni din București. 2 Bände. Editura Humanitas, Bukarest 2012, ISBN 978-973-50-3585-3 / ISBN 978-973-50-3586-0.